# Fokus (tidskrift)
För andra betydelser, se Fokus.
Fokus är ett svenskt nyhetsmagasin grundat 2005 av Martin Ahlquist, Martin Ådahl, Lars Grafström och Karin Pettersson. Grundformen gjordes av tidningsformgivaren och AD:n John Bark. Tidskriften beskriver sig som politiskt oberoende.
Finansmannen Johan Björkman var genom Nordstjernan AB den finansiär som möjliggjorde dess grundande. Största ägaren är idag Johnsonsfären (familjen Ax:son Johnson) genom Nordstjernan kultur och media AB, Johan Björkmans allmännyttiga stiftelse, Tagehus Holding AB och Stenhyacinten AB.

## Utmärkelser
Fokus har tilldelats flera utmärkelser för sin journalistik. År 2013 utsågs den till Årets tidskrift (kategorin Populärpress) av branschorganisationen Sveriges Tidskrifter med motiveringen: "Det här är en tidning som brinner för en enda sak, att göra sin läsare smartare utan att de märker det".
Torbjörn Nilsson, tidskriftens dåvarande politiska redaktör, utsågs av samma organisation till årets journalist 2012 och 2006. År 2007 utdelades Publicistklubbens stora pris till Fokus, med motiveringen att "Fokus har återskapat ett utrymme i svensk press för det berättande nyhetsreportaget, särskilt om händelserna bakom kulisserna hos de politiska partierna före och efter 2006 års val". Reportern Claes Lönegård utsågs till Årets genombrott på Tidskriftsgalan 2010 och 2012 nominerades reportern Maggie Strömberg till samma pris.
Fokus publicerar varje år två olika rankningar: Sveriges 100 mäktigaste och Bäst att bo. Ansvarig utgivare för tidskriften är Jon Åsberg.

## Chefredaktör
- Karin Pettersson 2005–2009
- Martin Ahlquist 2009–2015
- Johan Hakelius 2016–2017
- Claes de Faire 2017–2020
- Jon Åsberg 2020 –[5][6]

## Krönikörer
- Ulrika Knutson
- Malte Persson
- Edward Blom
- Thomas Engström
- Yrsa Stenius
- Nalin Pekgul
- Agnes Wold
- Nina Lekander
- Axel Odelberg
- Marianne Lindberg De Geer
- Margit Richert
- Nils Erik Forsgård
- Malcom Kyeyune

## Reportrar
- Henrik Sjögren
- Blanche Sande